# Симферополь (аэропорт)
Аэропорт Симферо́поль (укр. Аеропорт Сімферополь, крымскотат. Aqmescit Ava Limanı; ИАТА: SIP, ИКАО: URFF) — международный аэропорт города Симферополя в Крыму. Старый, ныне недействующий терминал располагался в 12 км к северо-западу от центра города, в посёлке Аэрофлотский. Новый терминал, действующий с 16 апреля 2018 года, расположен ещё на 2,5 км северо-западнее, в посёлке Укромное.
С марта 2014 года аэропорт обслуживает только российские рейсы. Официальные иные международные рейсы не осуществляются, что связано с санкциями, введёнными после аннексии Крыма Россией, и спорным правовым статусом полуострова. В Российской Федерации аэропорт носит наименование международный аэропорт Симферополь имени И. К. Айвазовского, а на Украине — международный аэропорт Симферополь имени Султана Амет-Хана (укр. міжнародний аеропорт Сімферополь імені Султана Амет-Хана).
По итогам 2020 года был назван победителем национальной премии инфраструктуры гражданской авиации «Воздушные ворота России» как «Лучший аэропорт — противостояние вызовам 2020».
Вблизи Симферополя имеется также аэропорт местных воздушных линий «Заводское», а также авиабаза морской авиации Гвардейское.
Из-за вторжения России на Украину с 24 февраля 2022 года полёты из аэропорта временно не осуществляются.
Генеральный директор — Плаксин Евгений Васильевич.

## История
21 января 1936 года Советом народных комиссаров Крымской АССР было принято решение об отводе земли и начале строительства аэропорта Симферополь с последующим открытием авиалинии Симферополь-Москва с мая 1936 года. До начала Великой Отечественной войны регулярными воздушными линиями аэропорт был связан с Киевом, Харьковом и другими аэропортами. Полёты на авиационные работы из аэропорта выполнялись на самолётах По-2.
В 1957 году было сдано в эксплуатацию здание аэровокзала, смонтировано светосигнальное оборудование на грунтовой взлётно-посадочной полосе (ВПП), поступили в эксплуатацию самолёты Ил-12 и Ил-14, вертолёты Ми-4. В 1960 году было завершено строительство бетонной ВПП, перрона и мест стоянок; аэропорт начал круглосуточно принимать воздушные суда в сложных метеоусловиях, в том числе новые самолёты Ан-10 и Ил-18. В 1950—1960-х годах на самолётах Ан-2 выполнялись грузо-пассажирские рейсы в районные центры Крыма, а на вертолётах Ми-4 — в Ялту. Летом 1960 года была организована эскадрилья самолётов Ту-104.
С 1964 года в аэропорту базировались также самолёты Ан-24. В 1977 году было начато строительство второй ВПП, рассчитанной на приём всех типов самолётов (на тот момент — советских Ил-86, Ил-76, Ил-62, Ту-154); эта ВПП принята в эксплуатацию в 1982 году. 19 мая 1982 года аэропорт Симферополь первым в УССР принял широкофюзеляжный самолёт Ил-86. В последующие годы на этом типе воздушного судна выполнялось ежедневно 5-6 рейсов в Москву.
В конце 1980-х годов аэродром был подготовлен в качестве «Западного запасного аэродрома» для посадки космических кораблей «Буран». В рамках этих работ на аэродроме (и в его районе) был развёрнут комплекс радиотехнических систем навигации, посадки, контроля траектории и управления воздушным движением «Вымпел», а к 1982 году была построена новая взлётно-посадочная полоса с нетипичной для аэропортов длиной в 3700 метров. Летом 1989 года на аэродроме самолёт-лаборатория на базе Ту-154 имитировал посадку космического челнока «Буран» по его глиссаде, а все службы посадки отрабатывали наведение на ВПП.
Крупнейший аэропортовый комплекс на юге СССР к 1991 году достиг максимального объёма авиаперевозок, обслужив за год более 30 тысяч авиарейсов и 5,2 млн пассажиров.
Состояние ВПП в начале 2000-х годов:
- ВПП № 1 (старая, в настоящее время реконструируемая, размеры 2700×45 м, PCN 22/R/B/X/T, максимальный вес воздушного судна 98 т) была выведена из эксплуатации из-за её недостаточной длины и прочности[13], с тех пор она используется как рулёжная дорожка D длиной 2100 м (остальные 600 м непригодны для руления).
- ВПП № 2 (ныне эксплуатируемая) больше и прочнее (размеры 3701×60 м, PCN 53/R/B/X/T), что позволяет принимать широкий спектр воздушных судов, её ресурс подошёл к концу к 2014 году[13][неавторитетный источник]. Приём воздушных судов начал осуществляться со значительным ограничением взлётной массы[13].

В ночь с 27 на 28 февраля 2014 года поступили сообщения о том, что в международные аэропорты Севастополя и Симферополя прибыли вооружённые люди. Аэропорт «Симферополь» продолжал работу в штатном режиме. 11 марта 2014 года крымские власти закрыли воздушное пространство над полуостровом до референдума о статусе Крыма. Аэропорт Симферополя с этого времени ограничил приём воздушных судов, выполнялись исключительно российские рейсы, а все прочие внекрымские рейсы были отменены на неопределённое время.

### После аннексии Крыма
27 марта 2014 года, после российской аннексии Крыма, Украина закрыла воздушное пространство Крыма. Европейская организация безопасности аэронавигации (Евроконтроль) также не признала переход воздушного пространства Крыма к России и деятельность созданной властями региона «Крымаэронавигации», на основании чего в апреле 2014 года проинформировала пользователей воздушного пространства о запрете, введённом Госавиаслужбой Украины, на осуществление полётов над этой территорией авиакомпаниям ЕС.
После того, как воздушное пространство Крыма перешло под фактическую юрисдикцию России, код аэропорта UKFF (УКФФ) перестал использоваться. Российскими властями аэропорту был присвоен код УРФФ, который, согласно документам Росавиации, является национальным и не используется в системе ИКАО.
В начале июня 2014 года председатель Правительства России Дмитрий Медведев подписал распоряжение об открытии аэропорта для осуществления международных рейсов.
3 июля 2014 года в Минтрансе РФ сообщили, что по итогам переговоров с Международной организацией гражданской авиации (ИКАО) было принято решение об обеспечении РФ аэронавигационного обслуживания воздушного пространства над Крымом и территориальными водами в 12-мильной зоне. Согласно последовавшему вслед за этим опровержению Государственной авиационной службы Украины, руководство ИКАО подтвердило, что полётами над Крымом и его территориальными водами управляет Украина.
В июле 2014 года авиакомпанией Аэрофлот был организован грузовой авиакоридор Симферополь — Шереметьево с провозной ёмкостью для грузов от 20 до 40 тонн ежедневно при 10 регулярных авиарейсах.
До 2014 года аэропорт считался международным с долей иностранных рейсов в 72 %, но при этом 80 % этих рейсов соединяли Крым с российскими аэропортами. После российской аннексии, большинство международных рейсов стали фактически внутрироссийскими, а пассажиропоток лишь увеличился. По итогам 2014 года аэропорт показал рекордные показатели роста, увеличив пассажиропоток в 2,3 раза по сравнению с 2013 годом — до 2,8 миллионов пассажиров.
9 мая 2015 года в аэропорту были открыты два терминала: после четырёхмесячной реконструкции заработал терминал «В» и начал принимать пассажиров новый терминал «А», переориентированный на обслуживание рейсов группы Аэрофлот; завершались реконструкция и строительство международного сектора, двух залов ожидания и выхода на посадку, дополнительных бизнес-залов и большого зала прилёта.
14 мая 2015 года Верховная рада Украины приняла постановление о присвоении аэропорту «Симферополь» имени Амет-Хана Султана — советского лётчика-аса, национального героя крымскотатарского народа, дважды Героя Советского Союза. Фактическое руководство аэропорта по этому поводу заявило, что оно руководствуется нормативными актами Российской Федерации и реагировать на данное постановление не видит смысла. В Государственной думе России также заявили, что данное решение не имеет для России никакой юридической силы.
В середине 2015 года было объявлено о запланированном на весну 2016 года начале строительства нового аэровокзального комплекса. Победителем конкурса был объявлен проект российского проектного бюро «R1», совместно с корейским архитектурным бюро «Samoo Architects & Engineers» (подразделение южнокорейской корпорации «Samsung»).
20 апреля 2016 года правительство России внесло аэропорт Симферополь в перечень аэропортов федерального значения.

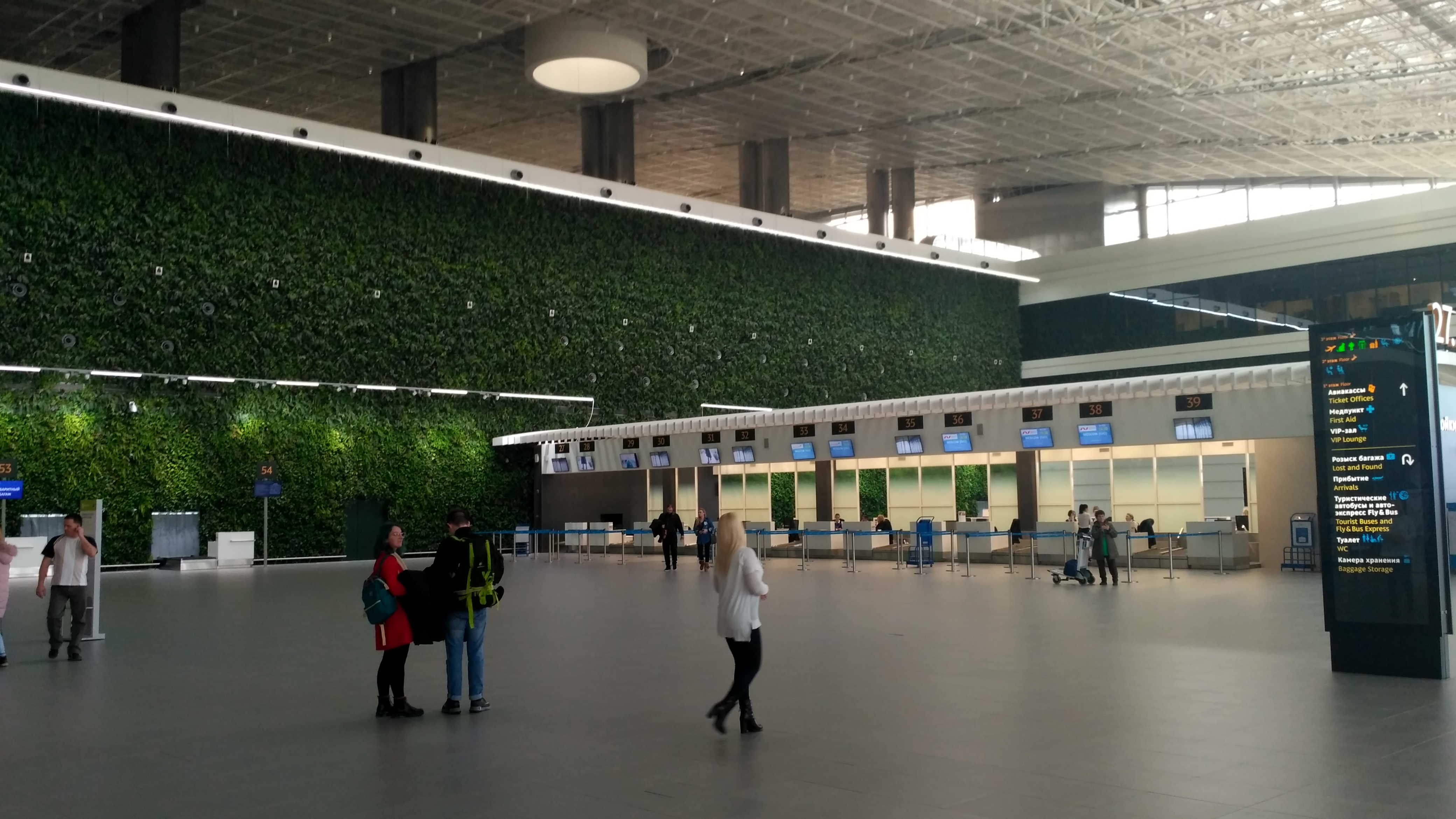
Один из двух островов регистрации нового терминала

В мае 2016 года началось строительство нового аэровокзального комплекса с терминалом и служебными зданиями, площадью более 78 тыс. м², рассчитанного на обслуживание 7 млн пассажиров в год с возможностью расширения до 10 млн пассажиров в год. Общая стоимость работ оценивается в 32 млрд рублей. Строительство планировалось завершить к летнему туристическому сезону 2018 года. C окончанием строительства синхронизирован ввод в эксплуатацию отремонтированной взлётно-посадочной полосы (с удлинением и созданием новых рулёжных дорожек). Терминал построен за 22 месяца, открыт и принял первых пассажиров 16 апреля 2018 года.
По итогам 2016 года аэропорт обслужил свыше 5,2 млн пассажиров и установил рекордный показатель в своей современной истории.
31 августа 2018 года стало известно о начале реконструкции ВПП № 1. В ходе работ полосу удлинят до 3200 метров и построят новые рулёжные дорожки. Также её планируется оснастить современным радиомаячным и светосигнальным оборудованием, что позволит аэропорту принимать практически все типы воздушных судов даже в сложных метеоусловиях.

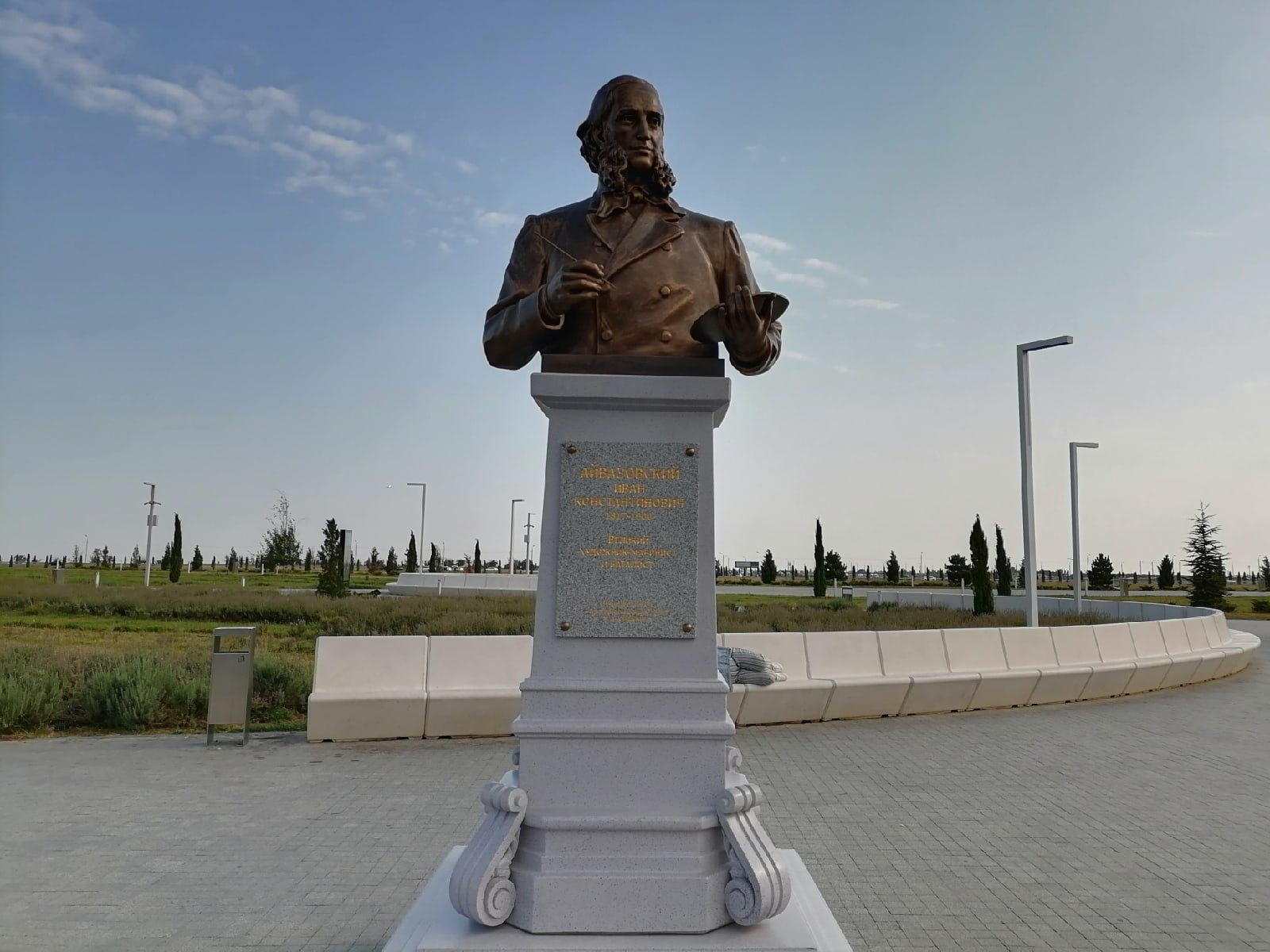
Памятник Ивану Константиновичу Айвазовскому

В 2018 году в рамках проекта «Великие имена России» было проведено интернет-голосование, по итогам которого аэропорту «Симферополь» было присвоено имя Ивана Айвазовского, соответствующий указ президента РФ был подписан 31 мая 2019 года. В 2020 году великому художнику-маринисту на привокзальной площади аэропорта открыт памятник.
В июне 2021 года аэропорт Симферополя поставил рекорд, впервые в собственной истории обслужив за этот месяц более одного миллиона пассажиров. Этот показатель оказался на 45 % выше показателя июня 2019 года. При этом из-за рекордного пассажиропотока аэропорту пришлось частично задействовать международную зону терминала, чтобы обслужить весь поток внутренних рейсов.
За первое полугодие 2021 года аэропорт Симферополя поставил рекорд, впервые в своей истории обслужив более 2,5 млн пассажиров.
Из-за вторжения России на Украину с 03:45 24 февраля 2022 года по настоящее время введён запрет на все полёты из аэропорта.

## Инфраструктура
16 апреля 2018 года открылся новый аэровокзальный комплекс, получивший неофициальное название «Волна» («Крымская волна»).
Аэродром класса А, способен принимать все типы самолётов и вертолётов. Классификационное число ВПП (PCN) 53/R/B/X/T.
Под ВПП и идущей параллельно рулёжной дорожкой проложен тоннель автодороги Р-25 Симферополь — Евпатория (между сёлами Укромное и Родниковое).
Характерной особенностью аэропорта Симферополя являлась значительная удалённость ВПП от аэровокзала, а также нетипично большая длина и ширина ВПП, что обуславливало длительное руление самолётов. Со вводом в эксплуатацию нового аэровокзального комплекса у ныне эксплуатируемой ВПП № 2 этот недостаток устранён.
Зелёная стена аэропорта является одной из его главных достопримечательностей. Она состоит из живой и искусственной частей. При этом высота живой части — 5 метров, искусственной — 10 метров. В общей сложности конструкция размещается на площади 1600 м² её высота 15 метров, ширина — 110 метров, что сопоставимо с размерами пятиэтажного дома. Состоит стена из декоративно-лиственных и ампельных растений, таких как папоротники, маранты, филодендроны и эпипремнумы.
Зелёная стена сконструирована специалистами московского Бюро фитодизайна «Фикус» специально для аэропорта Симферополь. Для упрощения полива зелёных насаждений фитодизайнеры разработали современную автоматическую систему орошения, построенную на принципе быстро и легко заменимых модулей. Это полностью российская разработка, все элементы которой также производятся в России. Кроме того, стена абсолютно безопасна, пожароустойчива и обладает сейсмостойкостью в 9 баллов.
В марте 2021 года должна завершиться реконструкция ВПП № 1 подрядчиком ООО «ПЕТРО-ХЭХУА». Длина полосы составит 3,2 километра. Новый командно-диспетчерского пункт возводится с 2019 года.

## Авиакомпании и направления

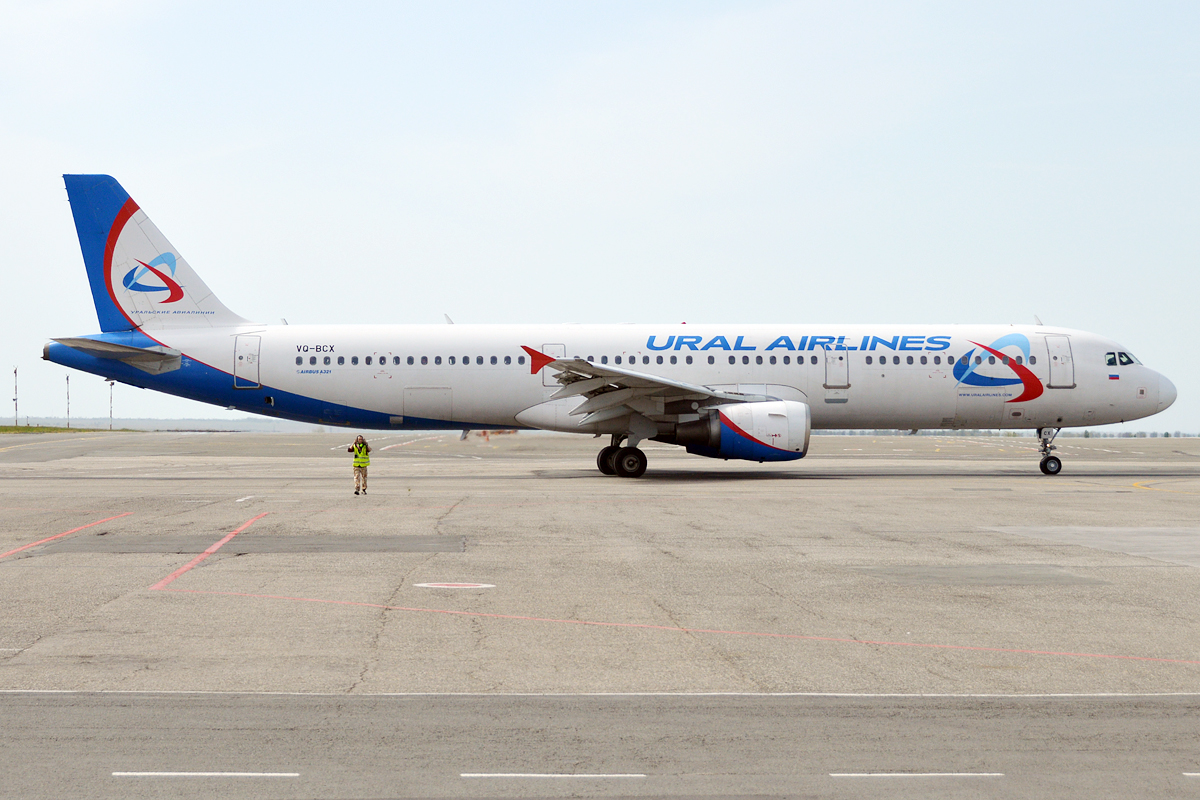
Airbus A321 Уральских авиалиний в аэропорту Симферополя
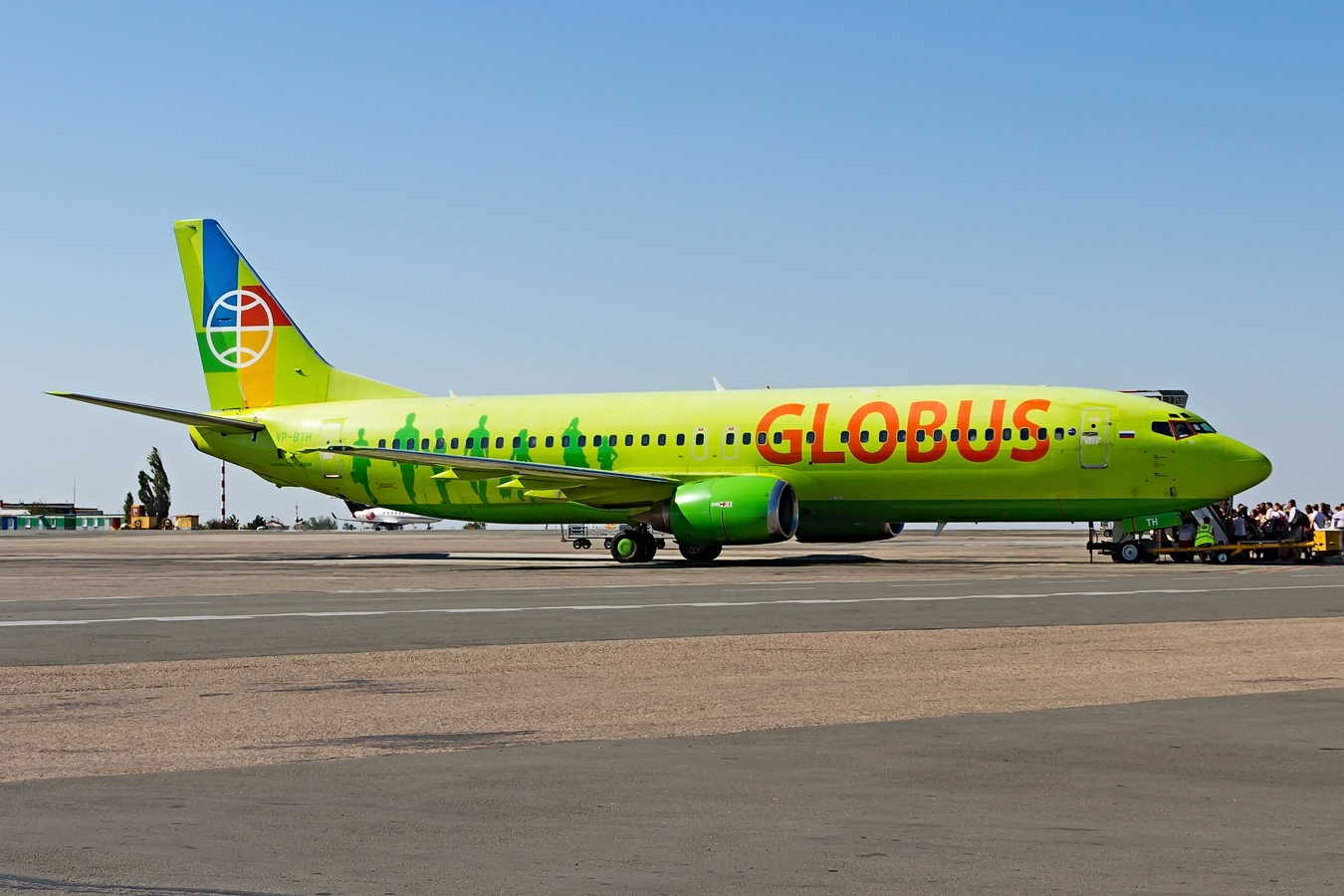
Boeing 737-400 авиакомпании Глобус в Симферополе
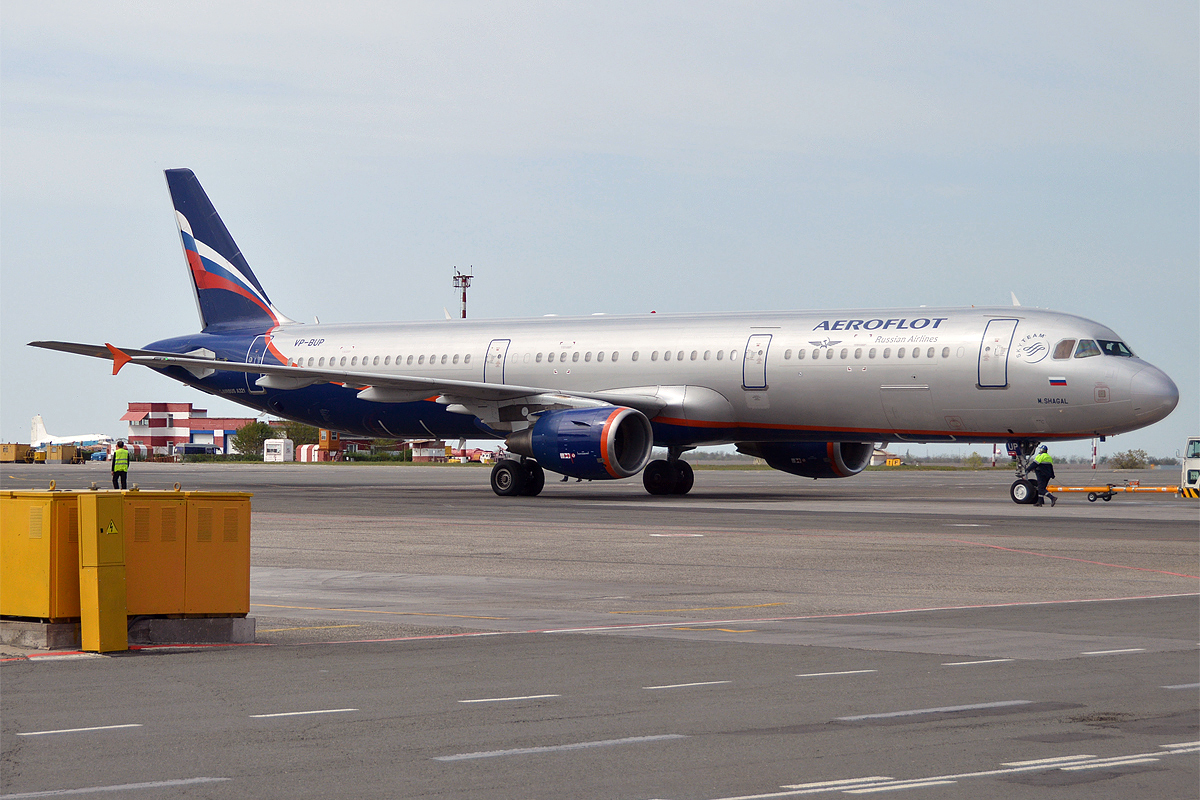
Airbus A321-211 авиакомпании Аэрофлот в Симферополе

Крупнейшим перевозчиком аэропорта является авиакомпания Уральские авиалинии. За 2020 год она перевезла более миллиона пассажиров на 13 маршрутах.
К апрелю 2021 года маршрутная сеть аэропорта увеличилась до 57 направлений по России.

### Программа субсидирования воздушных перевозок в Крым
В связи с ограничением сухопутного сообщения с Крыма с материковой частью России, в 2014 году аэропорт Симферополя был включён в федеральную программу обеспечения доступности воздушных перевозок гражданам РФ в отдалённые регионы России.
С 2016 года специальные льготные тарифы доступны гражданам РФ, не достигшим возраста 23 лет, а также пожилым пассажирам (женщинам с 55 лет, мужчинам с 60 лет), инвалидам, многодетным родителям (с 2019 года). Стоимость субсидированных авиабилетов для пассажиров составляет от 1875 р. (Анапа) до 12500 р. (Магадан), всего в программе участвуют авиарейсы в Крым по 70 направлениям, наиболее популярные среди которых (по количеству перевезённых пассажиров) — Новосибирск, Екатеринбург, Казань.

## Показатели деятельности

### Динамика пассажиропотока
Данные из запроса в Викиданные.
| Перевезено пассажиров, тыс. чел. | Перевезено пассажиров, тыс. чел. | Перевезено пассажиров, тыс. чел. | Перевезено пассажиров, тыс. чел. | Перевезено пассажиров, тыс. чел. | Перевезено пассажиров, тыс. чел. | Перевезено пассажиров, тыс. чел. | Перевезено пассажиров, тыс. чел. | Перевезено пассажиров, тыс. чел. | Перевезено пассажиров, тыс. чел. | Перевезено пассажиров, тыс. чел. | Перевезено пассажиров, тыс. чел. |
| 1991                             | 2008                             | 2009                             | 2010                             | 2011                             | 2012                             | 2013                             | 2014                             | 2015                             | 2016                             | 2017                             | 2018                             |
| -------------------------------- | -------------------------------- | -------------------------------- | -------------------------------- | -------------------------------- | -------------------------------- | -------------------------------- | -------------------------------- | -------------------------------- | -------------------------------- | -------------------------------- | -------------------------------- |
| 5200                             | ↘855                             | ↘751                             | ↗845                             | ↗964                             | ↗1114                            | ↗1204                            | ↗2800                            | ↗5018                            | ↗5202                            | ↘5129                            | ↗5146                            |
| 2019                             | 2020                             | 2021                             |                                  |                                  |                                  |                                  |                                  |                                  |                                  |                                  |                                  |
| ↘5140                            | ↘4630                            | ↗6830                            |                                  |                                  |                                  |                                  |                                  |                                  |                                  |                                  |                                  |

## Общественный транспорт
К терминалу из города продлено 2 троллейбусных и 1 автобусного маршрута.
| 49 |

| 17 |

| 20 |

От нового пассажирского терминала аэропорта курсирует автоэкспресс в города Крыма (Ялта, Алушта, Саки, Евпатория, Севастополь и др.) «Fly and bus». Автоэкспресс отправляется с привокзальной площади аэропорта, время отправления/прибытия микроавтобусов состыковано с расписанием прилёта/вылета самолётов (в том числе ночью).
Рядом с новым терминалом расположена автостанция «Аэропорт», где также можно пересесть на пригородные и междугородние автобусы регулярного сообщения.
В 2020 году одобрен проект строительства железнодорожной электрифицированной ветки до аэропорта.

## Особенности
Визитной карточкой аэропорта Симферополь является живая стена из растений (гидропоника).